# Dichromodes ophiucha
Dichromodes ophiucha là một loài bướm đêm trong họ Geometridae.